# Suring
Suring – wieś w Stanach Zjednoczonych, w stanie Wisconsin, w hrabstwie Oconto.